# Chełmska Ikona Matki Bożej
Chełmska Ikona Matki Bożej – wizerunek Matki Bożej z Dzieciątkiem, którego oryginał obecnie znajduje się w Muzeum Ikony Wołyńskiej w Łucku.
Jak głosi legenda, w 988 żona księcia Włodzimierza, księżniczka Anna z Konstantynopola w posagu między innymi wniosła ikonę Matki Bożej, napisaną na drzewie cyprysowym. W 1001 ikona została umieszczona w specjalnie wzniesionej przez księcia na Wysokiej Górce Chełmskiej cerkwi. Tatarzy, którzy w XIII wieku kilkakrotnie bez skutku oblegali gród, pod koniec wieku wtargnęli jednak do niego, niszcząc miasto, świątynię, profanując obraz. Wiele lat upłynęło zanim mieszkańcy Chełma odnowili porzucony i odarty z kosztowności obraz. Po odnowieniu wprowadzili go z wielka czcią do odbudowanej świątyni. Bardziej prawdopodobny wydaje się być przekaz kronikarski mówiący o tym, że ikonę przywiozła z Kijowa do Chełma w poł. XIII w. siostra księcia Daniela Romanowicza – Teodora. Po wprowadzeniu w 1596  obrządku greckokatolickiego znalazł się on pod opieką unitów.
W 1651, za staraniem Jakuba Suszy, późniejszego biskupa unickiego, król Jan Kazimierz sprowadził go do Warszawy. Potem towarzyszył on królowi w jego wyprawach wojennych.Według tradycji obraz w cudowny sposób przyczynił się do zwycięstwa Polaków pod Beresteczkiem. Król Jan Kazimierz zabrał cudowny obraz na kampanię berestecką. Od tego czasu zaczęto nazywać Ją Madonną Wojenną. Do roku 1652 za Jej przyczyną zanotowano 698 łask i cudów. W czasie Insurekcji 1794 roku, Tadeusz Kościuszko przybył na Górę, aby publicznie podziękować Matce Bożej za zwycięstwo pod Racławicami. Kustosz Sanktuarium pobłogosławił naczelnika i przekazał do jego dyspozycji wszelkie kosztowności klasztoru.
Obraz został wywieziony w głąb Rosji w roku 1915, gdzie zaginął. Na jego miejscu w 1919 umieszczono znalezioną na strychu kopię, którą dwadzieścia lat później zastąpiono nową. Odnaleziony oryginał obecnie znajduje się w Muzeum Ikony Wołyńskiej w Łucku.

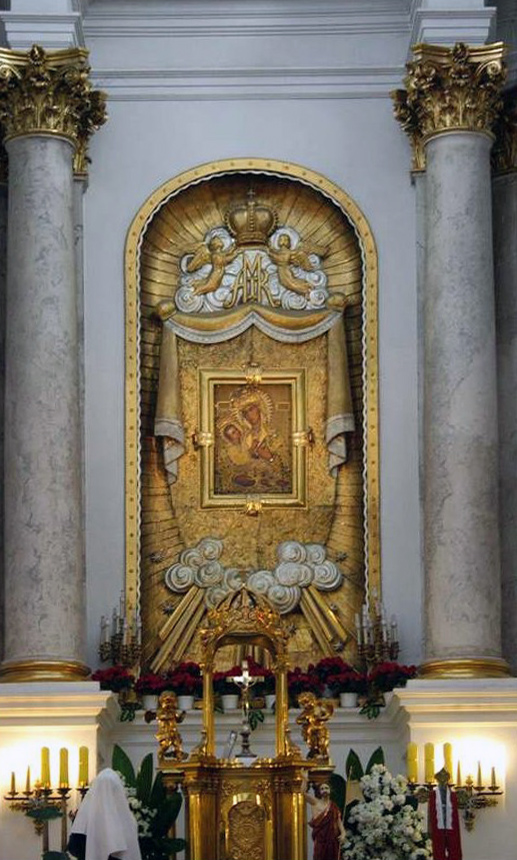
Cudowny obraz Matki Boskiej Chełmskiej, bazylika Narodzenia NMP w Chełmie

Obecnie (2013) w bazylice Narodzenia Najświętszej Maryi Panny dla kultu wystawiona jest namalowana w 1939 roku kopia obrazu, o wymiarach 113 na 70 cm, koronowana trzykrotnie: 
- 15.IX 1765 przez arcybiskupa smoleńskiego Herakliusza Lisańskiego
- 7.VII 1946 przez biskupa lubelskiego Stefana Wyszyńskiego
- 8.IX 1957 przez biskupa lubelskiego Piotra Kałwę.

W 2021 r. w konkatedralnej cerkwi prawosławnej św. Jana Teologa w Chełmie umieszczono napisaną na Athos kopię Chełmskiej Ikony Matki Bożej.